# Gerhard C. Starck Stiftung
Die Gerhard C. Starck Stiftung ist eine Stiftung zur Förderung beruflicher Aus- und Fortbildung begabter junger jüdischer Menschen, die dem deutschen Sprach- und Kulturraum verbunden sind. Sie hat die Rechtsform einer rechtsfähigen Stiftung des bürgerlichen Rechts; Sitz der Stiftung ist Düsseldorf.

## Geschichte und Stiftungszweck
Stiftungsgeberin war die Düsseldorfer Juristin Renate Starck-Oberkoxholt (* 16. Juli 1926; † 30. Juli 2003). Der Namensgeber der Stiftung, Rechtsanwalt Gerhard C. Starck (* 4. April 1929; † 9. Januar 2000), war ihr Ehemann. Er war der Sohn des Industriellen Hermann Carl Starck (1891–1974), Gründer der Firma H.C. Starck, und hatte nach dessen Tod gemeinsam mit seiner Schwester Barbara ein beträchtliches Vermögen geerbt. Seine Mutter Klara Sarkadi (1895–1968) war jüdischer Abstammung, und zur Zeit des Nationalsozialismus waren fast alle seine Angehörigen mütterlicherseits im KZ Auschwitz ermordet worden, nur seine Mutter und ein Onkel hatten überlebt. 
Gerhard Starck interessierte sich sehr für seine jüdischen Vorfahren. Er und seine Ehefrau waren von der intellektuellen und künstlerischen Vielfalt jüdischen Lebens in Deutschland, die vor 1933 vorhanden gewesen war, beeindruckt. Deshalb hatte sich das Ehepaar noch zu Lebzeiten zum Ziel gesetzt, solche Begabungen zu fördern. Hinzu kam das Interesse beider am jüdischen Leben, speziell in Deutschland. Der Stiftungsgedanke bestand darin, diese Elemente zu kombinieren. Mit der Förderung sollen junge jüdische Menschen, die sich für den deutschen Sprach- und Kulturraum interessieren, zum Herkommen und Bleiben veranlasst werden. Die Stifterin war sich im Klaren darüber, dass sich eine jüdische Kultur der Weimarer Zeit nicht in vergleichbarer Weise wiederbeleben lässt; sie war jedoch davon überzeugt, dass der Beitrag begabter jüdischer Menschen für das Gemeinwesen wichtig ist.
Die gemeinnützige Stiftung, deren Errichtung Renate Starck-Oberkoxholt in ihrem Testament verfügt hatte, wurde am 14. Dezember 2004 vom nordrhein-westfälischen Innenministerium anerkannt. Am 22. Februar 2005 überreichte Regierungspräsident Jürgen Büssow die Anerkennungsurkunde an den Vertreter der Stiftung, Paul Spiegel. Als Vorsitzende des dreiköpfigen Stiftungsvorstands fungierte von Beginn an Charlotte Knobloch, die ehemalige Präsidentin des Zentralrats der Juden in Deutschland.
Zum Förderkreis der Stiftung gehören Schüler, Studenten, Lehrlinge, Künstler, Doktoranden sowie Habilitanden jüdischen Glaubens. Pro Jahr werden ca. 20 Studenten in das Förderprogramm aufgenommen.

## Förderkriterien
Die Vergabe der Fördermittel in Form von Stipendien, die in der Höhe zwischen monatlich 250 Euro (für Schüler) und 1000 Euro (für Doktoranden und Habilitanden) variieren, ist an mehrere Bedingungen geknüpft. So darf beispielsweise das Alter der Bewerber nur zwischen 17 und 35 Jahren liegen, sie müssen eine Bestätigung über die Zugehörigkeit zu einer jüdischen Gemeinde in Deutschland, Österreich oder der Schweiz vorlegen sowie eine besondere Begabung besitzen, die durch Zeugnisse zu belegen ist. Zudem muss nachgewiesen werden, dass die deutsche Sprache auf hohem Niveau beherrscht wird und dass die Absicht besteht, eine deutschsprachige Schule oder Universität zu besuchen.